# Sint-Catharinakapel (Bergen op Zoom)
De Sint-Catharinakapel is een kerkgebouw in Bergen op Zoom in de Nederlandse provincie Noord-Brabant. De kapel staat op het binnenterrein van het verzorgingshuis van de Zusters Franciscanessen aan het Sint-Catharinaplein in het centrum van de stad. 

## Geschiedenis
In 1894-1895 werd de kapel gebouwd naar het ontwerp van architect Kees van Genk.
In 1933 werd het kerkgebouw uitgebreid met twee traveeën die in dezelfde stijl werden opgetrokken. Tevens versoberde men daarbij de voorgevel.
Op 23 april 2002 werd de kapel ingeschreven in het rijksmonumentenregister.
Tot 1 december 2014 was de kapel in gebruik door de bewoners ven het verzorgingstehuis. In december 2014 verhuisden de zusters naar een andere locatie met lokale gebedsruimte.

## Opbouw
De niet-georiënteerde neogotische kruiskerk bestaat uit een eenbeukig schip met zes traveeën, een transept en een koor van twee traveeën en een driezijdige koorsluiting. Het schip en het koor worden gedekt door een samengesteld zadeldak. De transeptarmen worden gedekt door zadeldaken met een verlaagde noklijn ten opzichte van het schip. Op de viering bevindt zich een dakruiter.